# Hemiphragmeae
Hemiphragmeae es una tribu  de plantas de flores perteneciente a la familia Plantaginaceae. Comprende los siguientes géneros:

## Géneros
- Hemiphragma

- Datos: Q5894235
- Multimedia: Hemiphragmeae / Q5894235
- Especies: Hemiphragmeae